# Eddie Griffin (színművész)
Edward Rubin Griffin (Kansas City, 1968. július 15. –) amerikai színész, filmproducer és humorista.
Fontosabb szerepei voltak a Malcolm & Eddie című szituációs komédiában, továbbá a Tök alsó (1999), a Téglatesó (2002), a Horrorra akadva 3. (2003) és a Tök alsó 2. – Európai turné (2005) című filmvígjátékokban. A Black Dynamite című sorozatban Richard Pryor hangját kölcsönözte.

## Élete és pályafutása

### A kezdetek
Kansas Cityben született és nevelkedett, egyedülálló édesanyja, Doris Thomas egy telefoncég operátoraként dolgozott. Családja a Jehova tanúi egyház tagja volt. Tizenévesen megházasodott és apa lett, majd belépett Az Amerikai Egyesült Államok Haditengerészetéhez, de pár hónappal később kannabisz fogyasztása miatt felmentették a szolgálat alól. Egy verekedést követően hat hónapot volt börtönben, szabadulása után táncolásból és házak festéséből élt.
1989-ben fogadásból lépett színpadra egy komikus klubban, ahol családi történeteivel hatalmas sikert aratott. Los Angelesbe költözött és egyik népszerű gagje Andrew Dice Clay meleg énjének megformálása lett. Clay később felfogadta a kezdő humoristát, hogy konferálja fel az ő előadásait.

## Filmográfia

### Film
| Év   | Magyar cím                   | Eredeti cím                    | Szerep                                    | Magyar hang            |
| ---- | ---------------------------- | ------------------------------ | ----------------------------------------- | ---------------------- |
| 1991 | Az utolsó cserkész           | The Last Boy Scout             | Club DJ                                   | Szokol Péter           |
| 1992 | Agymenők                     | Brain Donors                   | küldönc                                   |                        |
| 1993 | Csúcsfejek                   | Coneheads                      | vásárló                                   |                        |
| 1993 | Meteorember                  | The Meteor Man                 | Michael Anderson                          | Kálloy Molnár Péter    |
| 1994 | Micsoda buli 3.              | House Party 3                  | vendég a partin (stáblistán nem szerepel) |                        |
| 1994 | Jason balladája              | Jason's Lyric                  | Rat                                       |                        |
| 1995 | A háború csapdájában         | The Walking Dead               | Hoover Brache közlegény                   | Szabó Máté             |
| 1998 | Armageddon                   | Armageddon                     | biciklis futár                            | Tzafetás Roland        |
| 1999 | Tök alsó                     | Deuce Bigalow: Male Gigolo     | Tiberius Jefferson "T.J." Hicks           | Selmeczi Roland        |
| 1999 | Drogosztag                   | The Mod Squad                  | Sonny                                     | Welker Gábor           |
| 1999 |                              | Foolish                        | Miles "Foolish" Waise                     |                        |
| 2000 | El a kezekkel a feleségemtől | Picking Up the Pieces          | Sediento                                  |                        |
| 2001 | Fejcserés támadás            | Double Take                    | Freddy Tiffany                            | Kálloy Molnár Péter    |
| 2002 | John Q – Végszükség          | John Q                         | Lester Matthews                           | Czvetkó Sándor         |
| 2002 | Az új fiú                    | The New Guy                    | Luther                                    | Kálloy Molnár Péter    |
| 2002 | Téglatesó                    | Undercover Brother             | Anton Jackson / Téglatesó                 | Lippai László          |
| 2002 | Pinokkió                     | Pinocchio                      | Macska (hangja)                           |                        |
| 2003 | Horrorra akadva 3.           | Scary Movie 3                  | Orpheus                                   | Láng Balázs            |
| 2004 | Apa lettem, kisapám!         | My Baby's Daddy                | Lonnie                                    | Kálid Artúr            |
| 2004 | A támadás                    | Blast                          | Lamont Dixon                              | Dányi Krisztián        |
| 2005 | A Wendell Baker balhé        | The Wendell Baker Story        | McTeague                                  | Posta Victor           |
| 2005 | Tök alsó 2. – Európai turné  | Deuce Bigalow: European Gigolo | Tiberius Jefferson "T.J." Hicks           | Kálloy Molnár Péter    |
| 2006 | Csajozós film                | Date Movie                     | Frank Jones                               | Kálid Artúr            |
| 2006 |                              | Who Made the Potatoe Salad?    | Malik                                     |                        |
| 2006 | Adunk a kultúrának           | Irish Jam                      | Jimmy Winston "Da Jam" McDevitt           | Szabó Máté             |
| 2007 | Norbit                       | Norbit                         | Édes Jézus Pápa                           | Csőre Gábor            |
| 2007 | Redline – Padlógázzal        | Redline                        | Infamous                                  |                        |
| 2007 | Volt egyszer egy igazság     | Urban Justice                  | Armand Tucker                             |                        |
| 2008 | Beethoven nagy áttörése      | Beethoven's Big Break          | Stanley Mitchell                          | Galbenisz Tomasz       |
| 2014 |                              | Going to America               | Fumnanya                                  |                        |
| 2015 |                              | American Hero                  | Lucille                                   |                        |
| 2017 | Kell a lóvé!                 | All About the Money            | Christopher Jefferson Johnson             | Horváth-Töreki Gergely |
| 2018 | Csillag születik             | A Star Is Born                 | lelkipásztor                              |                        |
| 2020 | A nagy visszatérők           | The Comeback Trail             | Devon                                     | Jászberényi Gábor      |
| 2020 |                              | Bad President                  | Az Ördög                                  |                        |
| 2023 |                              | All You Need Is Blood          | Moses T. Swan nyomozó                     |                        |

### Televízió
| Év        | Magyar cím          | Eredeti cím                        | Szerep                  | Megjegyzések                                 |
| --------- | ------------------- | ---------------------------------- | ----------------------- | -------------------------------------------- |
| 1992      |                     | One Night Stand                    | önmaga                  | 1 epizód                                     |
| 1992      |                     | Def Comedy Jam                     | önmaga                  | 1 epizód                                     |
| 1993      |                     | Roc                                | Al                      | 1 epizód                                     |
| 1994      |                     | HBO Comedy Half-Hour               | önmaga                  | 1 epizód                                     |
| 1996–2000 |                     | Malcolm & Eddie                    | Eddie Sherman           | főszereplő és producer                       |
| 2004      |                     | Chappelle's Show                   | Grits N' Gravy          | 1 epizód                                     |
| 2006      | Mikulás szabadságon | The Year Without a Santa Claus     | Bongó                   | - tévéfilm - magyar hangja: - Bartucz Attila |
| 2009      |                     | Eddie Griffin Going For Broke      | önmaga                  |                                              |
| 2012      |                     | Black Dynamite                     | Richard Pryor (hangja)  | 1 epizód                                     |
| 2014      | A kertvárosi gettó  | The Boondocks                      | önmaga (hangja)         | 1 epizód                                     |
| 2017      |                     | The Comedy Get Down                | önmaga                  |                                              |
| 2019      |                     | E-Niggma                           | önmaga                  |                                              |
| 2020      |                     | Woke                               | 40 Oz. Bottles (hangja) | 2 epizód                                     |
| 2022–2023 |                     | Criss Angel's Magic with the Stars | önmaga                  | házigazda                                    |

## Fordítás
- Ez a szócikk részben vagy egészben  az   Eddie Griffin című angol Wikipédia-szócikk ezen változatának fordításán alapul.  Az eredeti cikk szerkesztőit annak laptörténete sorolja fel. Ez a jelzés csupán a megfogalmazás eredetét és a szerzői jogokat jelzi, nem szolgál a cikkben szereplő információk forrásmegjelöléseként.